# جان کانس
جان کانس (انگلیسی: John Conness; زاده ۲۲ سپتامبر ۱۸۲۱ - درگذشته ۱۰ ژانویهٔ ۱۹۰۹) سناتور سابق عضو جمهوری‌خواه بود. وی در سال ۱۸۶۳ تا ۱۸۶۹ میلادی سناتور ایالت کالیفرنیا در سنای ایالات متحده آمریکا بود.